# Team HC Strache – Allianz für Österreich
Team HC Strache – Allianz für Österreich (HC) ist eine rechtspopulistische Kleinstpartei in Österreich, die im Dezember 2019 unter dem vormaligen Namen Die Allianz für Österreich (DAÖ) von drei Wiener Abgeordneten des Wiener Gemeinderats und Landtags (ehemals FPÖ), angeführt von Karl Baron, gegründet wurde. Dem gingen deren Abspaltung aus dem FPÖ-Klub und die Bildung eines eigenen Klubs unter der Bezeichnung DAÖ – Wien voraus. Auf einem außerordentlichen Parteitag von DAÖ am 14. Mai 2020 änderte die Partei ihre Statuten, wählte einen neuen Vorstand mit Heinz-Christian Strache als Bundesparteiobmann und änderte ihren Namen auf „Team HC Strache – Allianz für Österreich“. Bei der Wiener Landtags- und Gemeinderatswahl 2020 trat die Partei mit Heinz-Christian Strache als Spitzenkandidat an, scheiterte jedoch mit 3,27 Prozent an der Fünf-Prozent-Hürde. Bei der Landtags- und Gemeinderatswahl in Wien 2025 trat die Partei erneut an und verpasste den Einzug mit 1,10 Prozent.

## Parteigeschichte

### Ibiza-Affäre als Vorgeschichte
Der damalige Vizekanzler Heinz-Christian Strache musste im Zuge der Ibiza-Affäre im Mai 2019 von seinen Ämtern zurücktreten. Die FPÖ-Bundespartei unter Norbert Hofer sprach sich nach Vorwürfen über falsche Spesenabrechnungen, die im September 2019 bekannt geworden waren, gegen eine weitere politische Tätigkeit Straches aus und suspendierte ihn am 1. Oktober.
In der Wiener Landespartei, in der Strache seine politische Karriere begonnen hatte, hatte er aber weiterhin Unterstützer. Nach Spekulationen, dass der Unterstützer Karl Baron Strache mittels einer Kandidatur bei den Wirtschaftskammerwahlen eine Rückkehr in die Politik ermöglichen könnte, wurde Baron im Dezember 2019 als Präsident der freiheitlichen Wirtschaft Wien abgewählt.

### Parteigründung von DAÖ

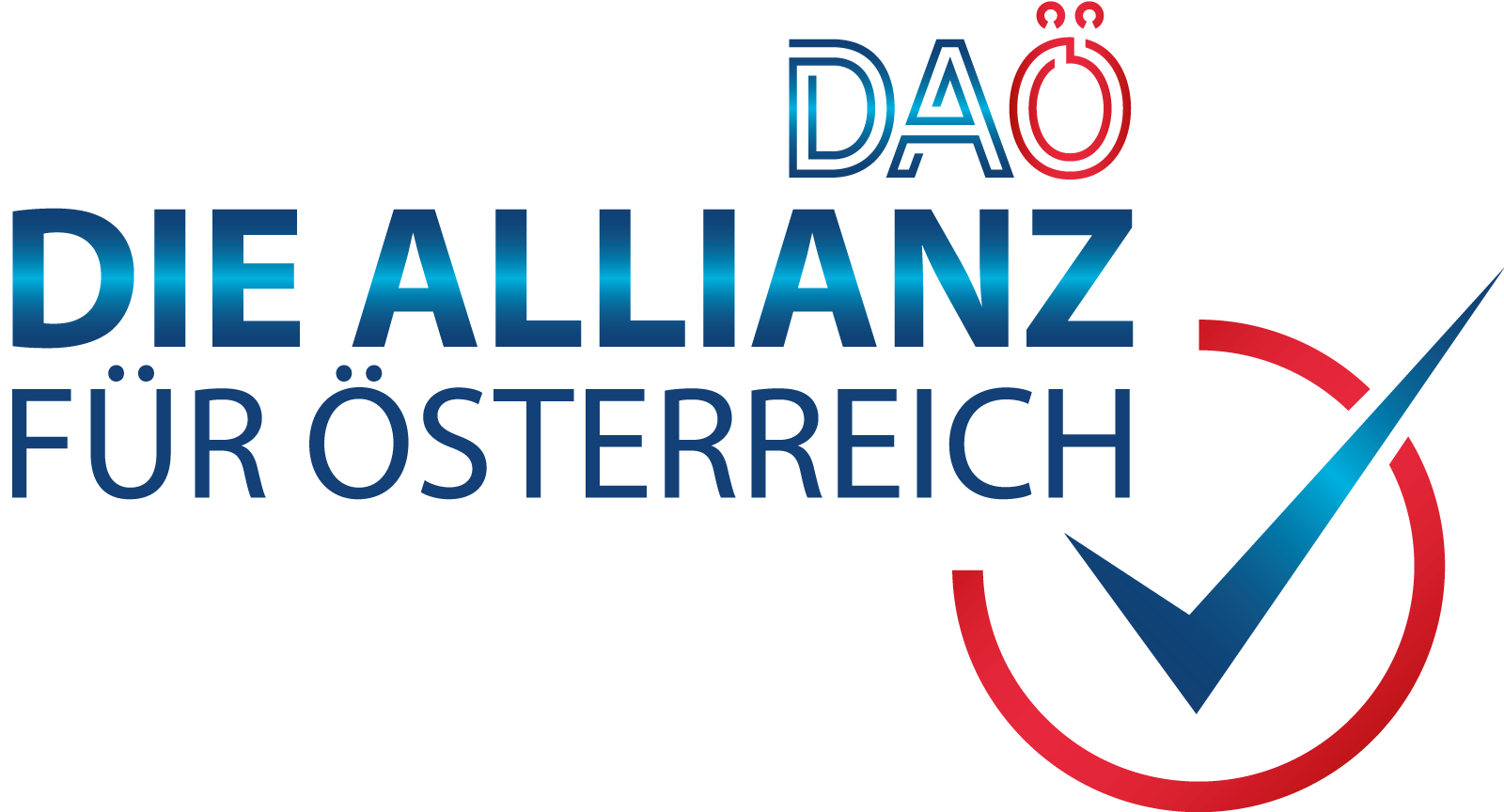
Logo der DAÖ bis April 2020

Nach mehreren Wochen innerparteilicher Turbulenzen gaben Karl Baron, Dietrich Kops und Klaus Handler schließlich am 12. Dezember 2019 im Rahmen einer Pressekonferenz ihren Austritt aus der Wiener FPÖ-Landespartei sowie aus dem Landtags- und Gemeinderatsklub bekannt, nachdem sie kurz davor ihren eigenen Klub namens DAÖ – Wien gegründet hatten. Auch wurde die Gründung der zugehörigen bundesweit agierenden politischen Partei Die Allianz für Österreich (kurz: DAÖ) angekündigt. Als PR-Berater von DAÖ wurde Gernot Rumpold, ehemaliger Bundesgeschäftsführer der FPÖ, engagiert. Die FPÖ war in Folge der Ereignisse im Wiener Landtag bemüht, den Austritt der drei Mandatare nicht als Spaltung der FPÖ darzustellen. Der Wiener Bürgermeister Michael Ludwig bezeichnete den Austritt aus dem FPÖ-Rathausklub als „parteipolitische Entscheidung der betroffenen Mandatare“.

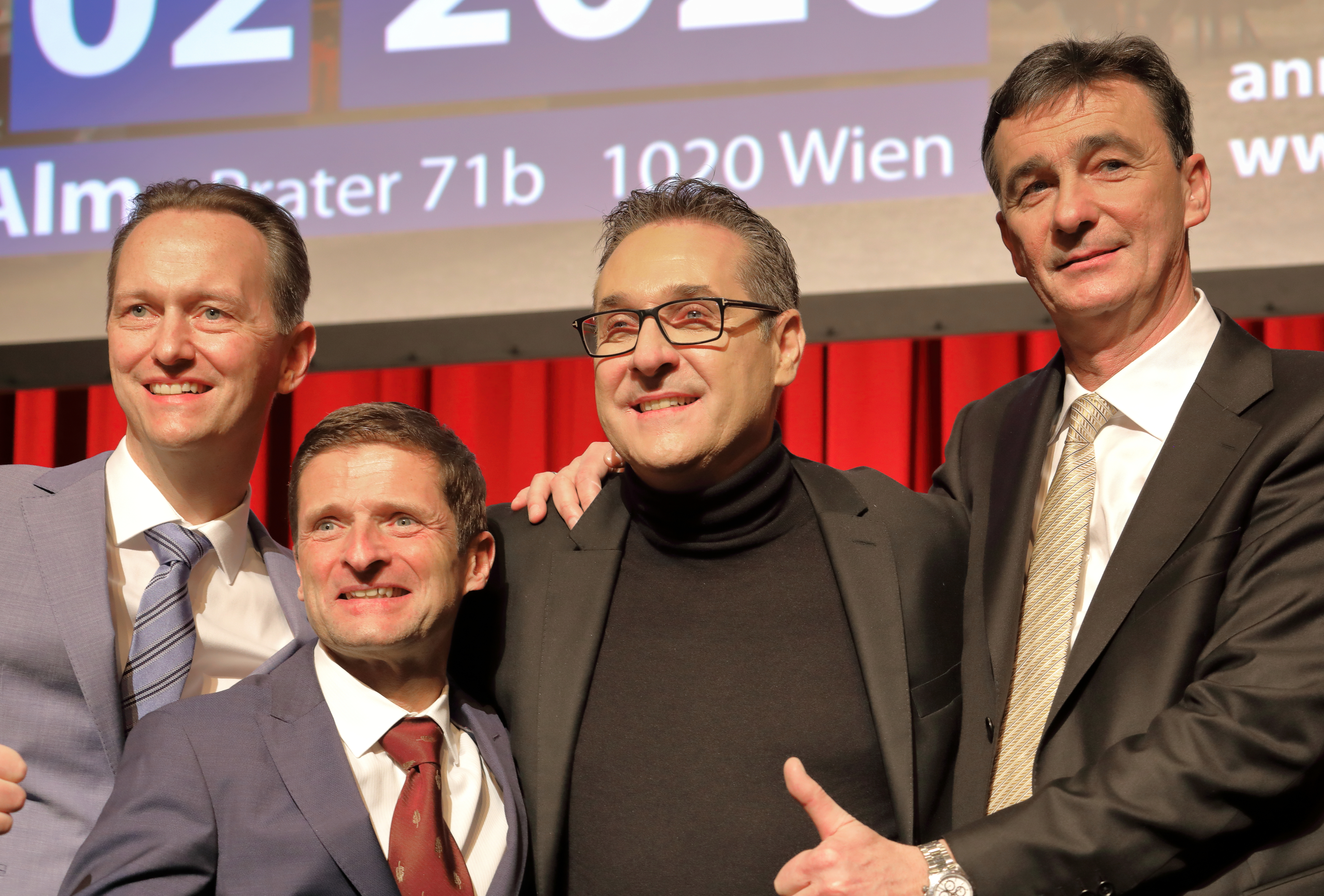
Heinz-Christian Strache mit den DAÖ-Gründern bei deren „Neujahrstreffen“ im Jänner 2020

Am 13. Dezember 2019 wurde Strache nach einer Sitzung des Parteigerichts und des Wiener Landesparteivorstandes endgültig aus der FPÖ, die seine Mitgliedschaft bis dahin nur suspendiert hatte, ausgeschlossen. Strache verlautbarte daraufhin, über Weihnachten über seine weiteren Schritte nachzudenken.
Am 15. Dezember schloss er ein Interesse am Vorsitz von DAÖ aus und wünschte sich für seine Rückkehr ein nachhaltigeres Projekt. Dementgegen bekräftigte die Partei im Jänner 2020 nochmals, dass Strache ihr Spitzenkandidat sein werde, und kündigte dessen Auftreten als Redner beim sogenannten „Neujahrstreffen“ der Partei am 23. Jänner in den Wiener Sofiensälen an. Kurz darauf verkündete dieser über seinen Facebook-Account, es brauche eine „starke HC STRACHE LISTE (Die Allianz für Österreich) für Wien“. In seiner Rede in der Veranstaltung am 23. Jänner kündigte er zwar ein Antreten bei der Wiener Landtagswahl an, bestätigte jedoch nicht direkt, dies als Spitzenkandidat von DAÖ tun zu wollen. David Krutzler vom Standard sah darin eine Verzögerungstaktik, mit der Strache „das Interesse an seiner Person am Köcheln halten“ habe wollen und anklingen habe lassen, dass DAÖ bei der Wien-Wahl in Strache-Liste umbenannt werden würde. Straches Angriffe und die Darstellung, die FPÖ habe nach seinem Ausscheiden „Kopf, Herz und Seele verloren“ und würde bei der kommenden Wahl bedeutungslos werden, sorgten wiederum bei der FPÖ für Empörung. Landesparteisekretär Michael Stumpf betitelte in Reaktion darauf seinen Ex-Chef „als ‚Egomanen‘, der an ‚Selbstüberschätzung‘ leide.“ FPÖ-Spitzenkandidat Dominik Nepp schrieb in einer internen Mitteilung an seine Funktionäre, dass Strache in einer „noch nie dagewesenen Art und Weise all jene freiwilligen Unterstützer, Mitglieder und Funktionäre der FPÖ verhöhnt“ habe, „die 15 Jahre lang bei Wind und Wetter für ihn und den Erfolg der Freiheitlichen Plakate geklebt, Zettel verteilt und sich den Anfeindungen der politischen Mitbewerber ausgesetzt haben“.
Während Strache und die DAÖ-Gründer für ein Gruppenfoto bei dem „Neujahrstreffen“ bereitstanden, spielte die Partei den Welthit Live Is Life der Band Opus ab. Da seitens DAÖ dafür keine Erlaubnis bei der Band eingeholt worden war, kündigte diese an, rechtliche Schritte gegen die ungefragte Verwendung zu prüfen. Die Partei unterschrieb in der Folge eine Unterlassungserklärung.

### Wiener Landtags- und Gemeinderatswahl 2020: Team HC Strache

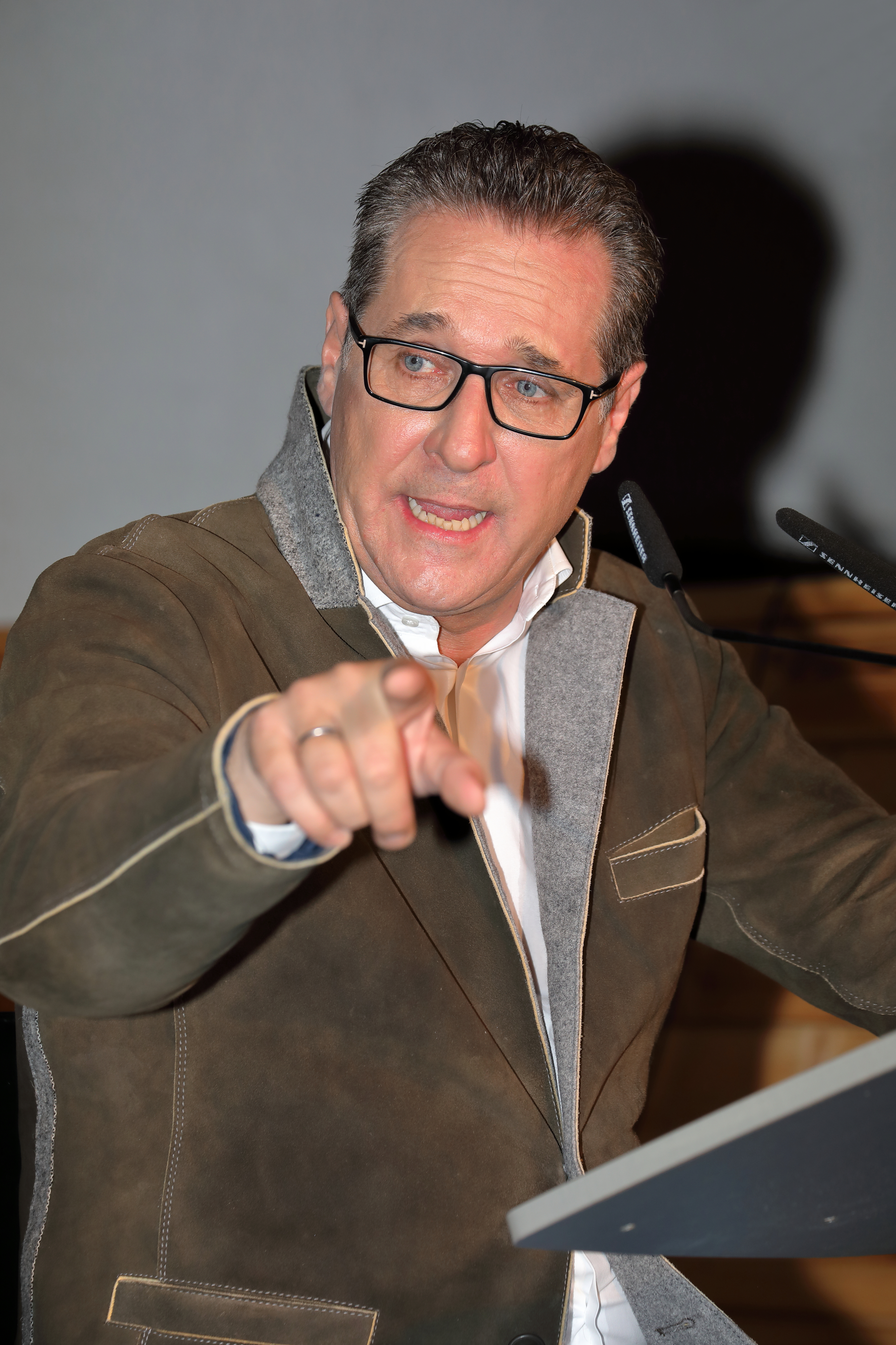
Strache beim DAÖ-Aschermittwochtreffen 2020, bei dem er erstmals bekannt gab, er werde bei der Wien-Wahl antreten.

Noch während des „Neujahrstreffens“ kündigte die Allianz für Österreich bereits ein „Aschermittwochtreffen mit HC Strache“ für den 26. Februar 2020 an, nunmehr ohne den Zusatz „Gastredner“. Im Vorfeld dieses Aschermittwochstreffens kündigte Strache an, dort seine Kandidatur offiziell zu machen. Eine endgültige Bestätigung folgte im Rahmen einer Pressekonferenz Ende April 2020, wenig später folgte die Umbenennung von DAÖ zu Team HC Strache.
Im Vorfeld der Wiener Landtags- und Gemeinderatswahl 2020 erhob die Kleinpartei Wandel den Vorwurf, dass Straches Hauptwohnsitz sich nicht in Wien, sondern in Weidling-Klosterneuburg befinde und er folglich in Wien gar nicht kandidieren dürfe. Noch vor der Entscheidung der Bezirkswahlbehörde, Straches Wohnsitz in Wien anzuerkennen, präsentierte dieser ein zwanzigköpfiges Kandidatenteam für die Landtagswahl mit ihm selbst auf Listenplatz eins. Auf den Plätzen zwei bis fünf folgten Klubobmann Karl Baron, die technische Angestellte und Architekturstudentin Raphaela Goeschl-Marambio sowie die DAÖ-Mitbegründer Dietrich Kops und Klaus Handler. Nach Veröffentlichung der Liste wurden einige der Kandidierenden wegen zuvor getätigter Aussagen kritisiert. Eine Kandidatin hatte auf einer Corona-Demonstration antisemitische Parolen wie „Soros muss weg!“ und „Rothschild muss weg!“ skandiert, ein weiterer Kandidat hatte in einem Video Bundeskanzler Sebastian Kurz beschimpft und die Existenz des Virus angezweifelt. Ein dritter, von Beruf Amtsarzt, hatte in einem Vorwort für das Buch „Grippewelle durch Chemtrails“ des Schlagersängers Christian Anders dieses und ein weiteres, ähnliches Werk empfohlen. Der Politikanalyst Peter Filzmaier wies auf die Verbindungen des extrem rechten und verschwörungsideologischen Milieus zu Strache hin und sagte: „Wer sich durch Ibiza und alles, was Strache danach noch lieferte, nicht von ihm abgewendet hat, der ist auch nun durch nichts mehr zu erschüttern.“ Nach der Wahl distanzierte die Partei sich von manchen ihrer Kandidaten. Im Wahlkampf vertrat das Team HC Strache klassische FPÖ-Positionen. In der ganz auf ihn ausgerichteten Kampagne versuchte Strache, sich als das „Wiener Original“ zu positionieren und eine höhere Glaubwürdigkeit als seine ehemalige Partei zu beanspruchen.
Bei der Wahl erreichte die Partei mit 3,27 Prozent nicht die notwendigen Stimmen für einen Einzug in den Landtag, zog jedoch mit insgesamt 17 Mandataren in verschiedene Bezirksvertretungen ein.

### Entwicklung 2020 bis 2025
Strache verlautbarte nach der Wahl 2020, er werde weder in Wien als Bezirksrat tätig sein noch bei der folgenden Landtagswahl in Oberösterreich 2021 persönlich kandidieren, sondern die Partei ehrenamtlich unterstützen. Gernot Rumpold beendete mit der Wahl seine Beratertätigkeit. Das Team Strache stellte ein Antreten bei der Wahl in Oberösterreich in Aussicht, wozu es aber nicht kam. Im April 2021 äußerte Strache inmitten von Unstimmigkeiten zwischen den nunmehrigen freiheitlichen Spitzenpolitikern Norbert Hofer und Herbert Kickl den Wunsch, in die FPÖ zurückzukehren. Er fand in der Partei jedoch keine Fürsprecher. Parallel arbeitete die Partei am Aufbau weiterer Landesgruppen. Von wesentlicher Bedeutung für ihre Zukunft ist die Frage der Verurteilung Straches wegen Bestechlichkeit, die seiner Kandidatur bei Wahlen oberhalb der Gemeindeebene entgegenstehen könnte. Strache wurde Ende August 2021 zu 15 Monaten Haft auf Bewährung verurteilt, er legte jedoch Berufung gegen das Urteil ein, welches im August 2022 aufgehoben wurde – der Prozess muss wiederholt werden. Bei der Gemeinderatswahl in Graz 2021 trat die Partei am 26. September 2021 erstmals außerhalb Wiens an, sie errang 0,25 % der Stimmen. Auch bei den Grazer Bezirksratswahlen 2021 konnte die Partei in den zwei Bezirken (Liebenau und Puntigam), in denen sie angetreten war, keine Mandate erreichen.
Im Jänner 2025 sorgten die beiden Wiener Bezirksräte und Parteigründer Dietrich Kops und Klaus Handler, die  als „Wahlbeobachter“ in der autoritären Republik Belarus waren. Entgegen der massiven internationalen Kritik an den Scheinwahlen in Minsk hatten die beiden Mandatare nichts zu beanstanden, wobei sie erklärten, dass alles „wie in Österreich“ abgelaufen sei.

### Wiener Landtags- und Gemeinderatswahl 2025
Im April 2024 kündigte Heinz-Christian Strache an, bei der Landtags- und Gemeinderatswahl in Wien 2025 anzutreten. Als Ziele der Partei, die in der Presseaussendung als „Allianz für Österreich - Team HC Strache“ bezeichnet wurde, nannte er den Einzug in den Landtag und den Erhalt der 2020 errungenen Mandate in den Bezirksvertretungen. Als Motto für die Kampagne wurde „JETZT Wien retten – Unser Wien zuerst!“ verlautbart. Im Hinblick auf den FPÖ-Spitzenkandidaten Dominik Nepp stilisierte Strache sich als das „Original,“ bei dem die Wählerstimmen besser aufgehoben seien. Offiziell wurde der Wahlantritt durch Vorlage der erforderlichen Anzahl an Unterstützungserklärungen Ende Februar 2025. Bei der Wahl erhielt die Partei 1,10 % der Stimmen und verfehlte damit die Fünfprozenthürde deutlich. Von den 17 Mandaten in Bezirksvertretungen konnte sie zwei halten.
Am 11. Juni 2025 wurde Heinz-Christian Strache als Bezirksrat der Bezirksvertretung Floridsdorf angelobt.

## Organisation

### Bundespartei und Landesgruppen

#### Wien
Die Gründungsstatuten der politischen Partei „DAÖ – Die Allianz für Österreich“ vom 12. Dezember 2019 wurden im Jänner 2020 wie gesetzlich vorgesehen auf der Website der Partei veröffentlicht und die Hinterlegung der Satzungen im Parteienverzeichnis beim Bundesministerium für Inneres in der Fassung 21. Jänner 2020 dokumentiert. Gleichzeitig damit wurde die am 16. Dezember 2019 erfolgte Hinterlegung der Satzungen DAÖ – Die Allianz für Österreich, Landesgruppe Wien öffentlich, womit auch diese Landespartei Rechtspersönlichkeit erlangt hat. Durch den Klubstatus des im Dezember 2019 gegründeten Wiener Gemeinderats- und Landtagsklubs DAÖ – Wien hatte dieser bis zum Ausscheiden der Partei aus dem Landtag Ansprüche auf monatlich bis zu 62.200 Euro Klubförderung sowie vierteljährlich je 76.500 Euro für Aus- und Weiterbildungsmaßnahmen. Außerdem musste die Stadt Wien dem Klub Räumlichkeiten (575 m²) und Arbeitsinfrastruktur zur Verfügung stellen.
Am 9. Jänner 2020 vollzogen drei FPÖ-Bezirksräte aus dem 10. Wiener Gemeindebezirk Favoriten einen Wechsel zu DAÖ und gründeten somit den ersten DAÖ-Bezirksratsklub. Im weiteren Verlauf des Jahres folgten Parteiübertritte in den Bezirken Landstraße, Meidling,  Liesing Brigittenau, Favoriten und Penzing. Im Juli 2020 wechselte mit Günter Kasal ein vierter Landtagsmandatar von der FPÖ zum Team Strache. Kasal war auch Bezirksparteiobmann in Hietzing, mit ihm wechselten auch vier der sieben dortigen FPÖ-Bezirksräte zu der neuen Partei. Für die Bezirksvertretungswahl 2020 brachte das Team HC Strache für alle 23 Bezirke Wahlvorschläge ein, in 12 davon gelang der Einzug in die Bezirksvertretung. Die insgesamt geringe Zahl an zu vergebenden Posten, verbunden mit auf Landesebene gescheiterten Kandidaten, die in die Bezirksvertretungen drängten, sorgte nach der Wahl für Unruhe in der Partei.

#### Burgenland
Anfang April 2020 wechselte die FPÖ-Bezirksgruppe des Bezirks Oberpullendorf mehrheitlich zu DAÖ. Sie bildete damit die erste Struktur der Partei außerhalb Wiens. Ausgehend von dieser Bezirksgruppe, sollte bis zu den Gemeinderatswahlen 2022 die burgenländische Landesgruppe des Teams HC Strache entstehen. Deren Sprecher und Initiator der Abspaltung ist der vormalige FPÖ-Bezirkssprecher Herbert Adelmann. Im Mai 2022 erklärte Adelmann, dass das Team Strache bei der Gemeinderatswahl nicht am Wahlzettel stehen werde. Er kandidierte für die Liste Klartext, das Team Strache Burgenland solle jedoch mit Blick auf die Landtagswahl 2025 weiter aufgebaut werden, wobei Herbert Adelmann schließlich für Liste Hausverstand antrat, wo einige weitere Ex-FPÖ-Politiker kandidierten.

#### Niederösterreich
Während der Pressekonferenz am 15. Mai 2020 deutete Strache an, dass einige prominente FPÖ-Mitglieder über einen Wechsel zum Team Strache nachdenken würden. Während der Pressekonferenz bereits anwesend war der vormalige Nationalratsabgeordnete Christian Höbart, der kurz darauf als niederösterreichischer Landessprecher der Partei sowie Wahlkampfleiter in Wien und Team-Generalsekretär vorgestellt wurde. Im Februar 2022 konstituierte sich in Schwechat aus ehemaligen FPÖ-Mitgliedern eine Stadtpartei des Team Strache.

### Jugendorganisation
Die Partei verfügt über eine Jugendorganisation namens Team HC Strache – Allianz Jugend. Vorsitzender ist der junge niederösterreichische Lokalpolitiker Benjamin Ripfl.

## Trivia
Der Parteiname Team HC Strache mit der offiziellen Abkürzung HC wird sowohl von politischen Konkurrenten als auch von Kritikern abwertend mit „THC“ abgekürzt, was gleichermaßen die Abkürzung für Tetrahydrocannabinol, den Wirkstoff der Drogen Marihuana und Haschisch, darstellt. In einigen Medien wie Die Presse, Der Standard und oe24.at hat THC ebenfalls Eingang gefunden.